# Marmouillé
Marmouillé ist eine Commune déléguée in der französischen Gemeinde Chailloué mit 123 Einwohnern (Stand: 1. Januar 2022) im Département Orne in der Region Normandie.
Mit Wirkung vom 1. Januar 2016 wurden die bisherigen Gemeinden Chailloué, Marmouillé und Neuville-près-Sées zur namensgleichen Commune nouvelle Chailloué zusammengeschlossen und haben in der neuen Gemeinde den Status einer Commune déléguée. Der Verwaltungssitz befindet sich im Ort Chailloué. Die Gemeinde Marmouillé gehörte zum Kanton Sées und zum Arrondissement Alençon.

## Lage
Nachbarorte von Marmouillé sind Almenêches im Nordwesten, Nonant-le-Pin im Nordosten, Godisson im Osten, Chailloué im Süden und Le Château-d’Almenêches im Westen.

## Bevölkerungsentwicklung
| Jahr      | 1962 | 1968 | 1975 | 1982 | 1990 | 1999 | 2008 | 2015 |
| --------- | ---- | ---- | ---- | ---- | ---- | ---- | ---- | ---- |
| Einwohner | 195  | 189  | 161  | 119  | 117  | 125  | 158  | 147  |